# Hedysarum sachalinense
Hedysarum sachalinense är en ärtväxtart som beskrevs av Boris Fedtjenko. Hedysarum sachalinense ingår i släktet buskväpplingar, och familjen ärtväxter. Inga underarter finns listade i Catalogue of Life.